# Ischnosiphon lasiocoleus
Ischnosiphon lasiocoleus är en strimbladsväxtart som beskrevs av Karl Moritz Schumann och Ludwig Eduard Loesener. Ischnosiphon lasiocoleus ingår i släktet Ischnosiphon och familjen strimbladsväxter. Inga underarter finns listade.